# 劳里·内瓦莱宁
劳里·内瓦莱宁（芬蘭語：Lauri Nevalainen，1927年1月24日—2005年7月31日），芬兰男子赛艇运动员。他曾代表芬兰参加1952年夏季奥林匹克运动会赛艇比赛，获得男子四人单桨无舵手铜牌。